# 雷榜荣
雷榜荣（？—？），陕西人，清朝政治人物。进士出身。
咸豐六年丙辰科進士。光绪十二年五月（1886年）接替沈定均任福建延平府知府一职，光绪十六年七月（1890年）由唐贊袞接任。